# Joint Operations: Typhoon Rising
Joint Operations: Typhoon Rising (ook wel JO:TR, JOPS of JO genoemd) is een first person shooter met een andere inslag dan vergelijkbare spellen. In dit spel draait het namelijk voornamelijk om het gezamenlijk spelen tegen de computer, het zogenaamde Cooperative Gaming (kortweg Co-op), in plaats van tegen andere spelers. In dit spel draait het met name om teamwork, iets wat pas later door andere ontwikkelaars als EA-games werd overgenomen met spellen als Battlefield 2.

## Het Verhaal
Het spel speelt zich af in Indonesië, de rebellen zijn daar volledig losgeslagen, en hebben alle regio's volledig in de hand. Vanuit de Verenigde Naties worden er vanuit alle landen troepen gestuurd om Indonesië weer terug te geven aan de bevolking. Jij maakt als speler onderdeel uit van het vredesfront, en van jou wordt verwacht dat je alle vijandige troepen elimineert, en hierbij de bevolking zo veel mogelijk spaart. In het spel heb je de beschikking over alle mogelijke (leger)voertuigen van tanks tot cross-motoren en helikopters welke allemaal te besturen zijn door de speler zelf.

## Ontwikkeling
Na een stilte rond NovaLogic na de uitgave van Delta Force: Black Hawk Down, kwam na 5 jaar de langverwachte opvolger in BETA-vorm uit. Spelers van over de hele wereld werd gevraagd mee te doen aan het grootste BETA-project in de gaming-industrie tot dan toe. Men kon het spel gratis downloaden vanaf de servers van Novalogic, en het spel dan gedurende een half jaar uittesten en commentaar leveren. Na deze periode hebben de ontwikkelaars lering getrokken uit de opmerkingen, suggesties en klachten en het spel aan een grondige oppoetsbeurt onderworpen. Na deze opknapbeurt is er door een selecte groep beta-testers nog eenmaal gedurende dertig dagen getest, en zijn alle bugs zo goed als uit het spel gehaald, en is het geworden zoals we het spel nu kennen.